# 土師百村
土師 百村 （はじ の ももむら、生没年不詳）は、奈良時代の官人・歌人。姓は宿禰。官位は正七位上・大宰少監。

## 経歴
養老5年（721年）元正天皇の詔により佐為王・紀男人・日下部老・山田三方・山上憶良・紀清人・越智広江・山口田主・楽浪河内・塩屋吉麻呂・刀利宣令らとともに、退朝後に教育係として皇太子首皇子（のちの聖武天皇）に侍することを命じられている（この時の位階は正七位上）。
天平2年（730年）1月13日に「帥老」（そちのおきな）」の邸宅に集まって宴会を開いた際、列席した全員が庭の梅を題材にして短歌を詠み、土氏百村（はにし の ももむら）として詠んだ和歌が『万葉集』に1首掲載されている。なお、この時の百村の官職は大宰少監で、既に聖武天皇は即位しており、教育係としての役目も終了していたと想定される。